# Aghori (Album)
Aghori ist das sechste Studioalbum des deutschen Rapper Kool Savas. Das Album erschien am 19. Februar 2021 bei Essah Media und wird von Sony Music vertrieben.

## Hintergrund
Zunächst war die geplante Veröffentlichung für den 23. Oktober 2020 geplant. Der Termin wurde mitten in der COVID-19-Pandemie auf den 5. Februar 2021 verschoben.  Laut eigener Aussage auf dem Instagram-Account gab es Schwierigkeiten bei der Album- und Boxproduktion. Der Albumtitel ist an die religiöse Gemeinschaft der Aghori angelehnt. Auf dem Album befinden sich Gastbeiträge von unter anderem Sido und MoTrip.
Die Singles Brachland, Rapkiller, Dicka Was und AMG wurden vorab als Musikvideos auf YouTube veröffentlicht.

## Titelliste
| #  | Titel                                                                     | Produzenten                                    | Länge |
| -- | ------------------------------------------------------------------------- | ---------------------------------------------- | ----- |
| 1  | Optik 4 Life                                                              | SuperSonic                                     | 3:04  |
| 2  | Brachland                                                                 | Beatells, SuperSonic                           | 2:37  |
| 3  | Brechen Mich Nicht (feat. Mel)                                            | Menju                                          | 2:31  |
| 4  | DRIMB                                                                     | zRy                                            | 2:36  |
| 5  | Spinjitzu (feat. NKSN)                                                    | Kool Savas                                     | 2:49  |
| 6  | AMG (feat. Alies)                                                         | SuperSonic                                     | 3:29  |
| 7  | Monolith                                                                  | Shootdown                                      | 2:33  |
| 8  | Rapkiller (feat. Alies)                                                   | SuperSonic                                     | 2:22  |
| 9  | Wo Wart Ihr?                                                              | Loop a lot                                     | 2:43  |
| 10 | Dicka Was (feat. Sido & Nessi)                                            | Abaz                                           | 2:35  |
| 11 | Aghori (Dunkler Tag) (feat. Laskah & Oxxxymiron)                          | SuperSonic                                     | 3:07  |
| 12 | Nicht Erinnern                                                            | Kaso Keys, Kool Savas, Danny Crack, Tengobeatz | 2:36  |
| 13 | AMG RMX (feat. MoTrip, Sierra Kidd, Edo Saiya, Celo & Abdi & Kelvyn Colt) | SuperSonic                                     | 4:57  |
| 14 | Der Stärkste Mann (Prelude)                                               | JonnyCashBeatz                                 | 1:41  |
| 15 | Der Stärkste Mann (feat. Alexa Feser)                                     | Beatells, SuperSonic, Jules Kalmbacher         | 2:53  |

## Rezeption

### Rezensionen
Yannik Gölz vom Online-Magazin Laut.de bewertete das Album mit zwei von fünf Sternen. In der Leserwertung erhielt es drei von fünf Sternen. Savas habe „alle Skills der Welt“, aber für ihn gebe es auf den meisten Songs der Platte nichts zu erzählen. Trotzdem müsse man ihn zugutehalten, dass er „atmosphärisch und eindringlich“ ist. Für ihn sei das Album letzten Endes eine „Denkmalpflege nach allen Konventionen des Künstlers“  und eine „grundlegende Geschmacksfrage“.

### Charts und Chartplatzierungen
Aghori stieg in der ersten Woche auf Platz 1 in die deutschen Albumcharts ein und konnte sich drei Wochen in den Top 20, sowie insgesamt neun Wochen in den Top 100 halten. Es ist somit das vierte Soloalbum in Folge, mit dem Kool Savas eine Nummer-Eins-Platzierung in Deutschland erreicht hat. Auch in Österreich schaffte es das Album auf Platz 1 der Charts, in der Schweiz erreichte es Platz 2.
| ChartsChartplatzierungen | Höchstplatzierung | Wochen |
| ------------------------ | ----------------- | ------ |
| Deutschland (GfK)        | 1 (9 Wo.)         | 9      |
| Österreich (Ö3)          | 1 (3 Wo.)         | 3      |
| Schweiz (IFPI)           | 2 (5 Wo.)         | 5      |

| ChartsJahrescharts (2021) | Platzierung |
| ------------------------- | ----------- |
| Deutschland (GfK)         | 49          |